# Proxénétisme

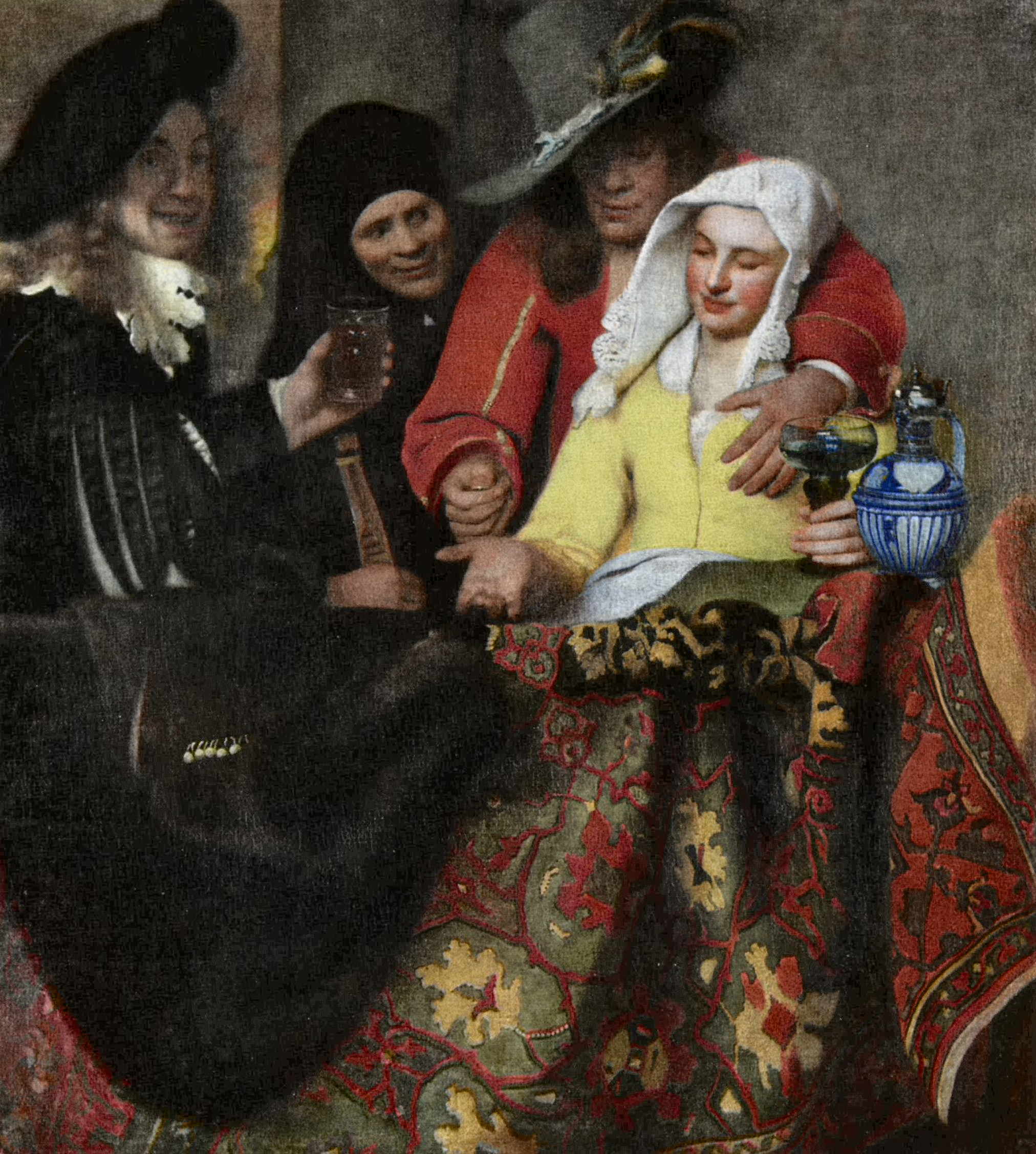
L'Entremetteuse de Johannes Vermeer (1656).

Le proxénétisme est le fait de générer des profits sur l'activité de prostitution d'autrui grâce au pouvoir que l'on exerce sur les personnes qui se livrent à cette pratique. Le proxénétisme est illégal dans de très nombreux pays dans le monde, mais sa définition juridique peut varier d'un pays à l'autre. Elle peut parfois être beaucoup plus large que le sens commun du terme, comme dans la loi française.

## Statut juridique
Le proxénétisme est interdit dans tous les pays où la prostitution l'est aussi. Dans les autres, le proxénétisme est parfois autorisé s'il se limite à un rôle de « manageur », agent commercial, qui ne s'accompagne pas de coercition ou d'actes de violence. Est interdite dans tous les cas la contrainte au travail prostitutionnel, comme l'esclavage sexuel ou la traite des êtres humains.

### Conventions internationales
En 1949, les Nations unies adoptent la Convention pour la répression de la traite des êtres humains et de l'exploitation de la prostitution d'autrui. Considérant que la prostitution est incompatible avec la dignité humaine, cette convention demande à toutes les parties prenantes de punir le proxénétisme, les opérateurs et possesseurs de maisons closes et d'abolir tous les traitements spéciaux d'enregistrement des prostitués.
La convention a été ratifiée par 82 pays mais pas par l’Allemagne, les Pays-Bas ni les États-Unis qui n'ont pas participé.

### En France
En France, le proxénétisme est considéré par le Code Pénal comme une « atteinte à la dignité de la personne ». Il est puni de sept ans d'emprisonnement et de 150 000 euros d'amende maximum. La définition légale du proxénétisme inclut le fait de, « par quelque manière que ce soit, aider, assister ou protéger la prostitution d'autrui » ou « tirer profit de la prostitution d'autrui ».
Le « proxénétisme hôtelier » est, lui, puni de dix ans d'emprisonnement et de 750 000 euros d'amende maximum. Il est défini comme le fait de détenir ou participer au fonctionnement d'un établissement de prostitution, mais également le fait de louer, vendre ou tenir à disposition « de quelque manière que ce soit » des locaux ou des véhicules pour des personnes en sachant qu'elles s'y livreront à la prostitution, ou de tolérer que des personnes se livrent à la prostitution ou à la recherche de clients en vue de prostitution dans un lieu recevant du public que l'on possède ou dont on a la charge.
Si elle exerce chez elle, la personne prostituée peut se retrouver à la rue du jour au lendemain, le propriétaire des lieux étant autorisé à dénoncer le bail pour se couvrir de l’accusation potentielle de proxénétisme hôtelier. Pour lutter contre la prostitution (légale) dans une rue de sa juridiction, le maire du deuxième arrondissement de Paris a ainsi procédé à la distribution d’une missive « adressée aux cent soixante-neuf propriétaires des logements implantés […] et recensés par le cadastre ». Destinée en principe à protéger les personnes prostituées, cette loi est utilisée pour les condamner : en cas de colocation ou de sous-location, le législateur n’hésite pas à considérer qu’il y a proxénétisme hôtelier.
Les associations de lutte contre le proxénétisme, comme la Fondation Scelles, saluent le fait que la France « dispose de l'arsenal juridique le plus répressif en matière de lutte contre le proxénétisme » qui en réprime « l'ensemble des formes actuelles ».
En avril 2016, l'économiste Jacques Bichot estime dans son article conséquences économiques de la criminalité publié dans la RFCDP publiée par l'IPJ que le coût du proxénétisme s'élève à 4.9 milliards d'euros en France, une estimation qu'il base sur une estimation de la perte annuelle de capital humain.

#### Critiques des lois sur le proxénétisme
Les mouvements militants de travailleurs et travailleuses du sexe condamnent cette loi comme contraire à leurs droits humains. Notamment, ils pointent que cette loi les désocialise, en rendant leurs conjoints et leurs enfants majeurs passibles de condamnation pour proxénétisme si elles participent à leurs revenus, en les empêchant de travailler à plusieurs, de s'entraider ou de se constituer en association (ce qui les rendrait toutes coupables de proxénétisme aggravé).
Les associations de santé communautaire et un certain nombre de travailleurs sociaux et d'universitaires féministes [Qui ?] critiquent également cette loi, parfois même appelant à la suppression pure et simple des articles concernant le proxénétisme du code pénal, considérant qu'ils ne servent pas à condamner les « vrais » proxénètes mais « rendent la vie des personnes prostituées extrêmement difficile et contribuent à leur stigmatisation parce qu’ils touchent toutes les personnes qui sont en relation privée ou de travail avec elles. Un chauffeur de taxi qui les conduit à leur lieu de travail, un petit marchand de préservatifs dans les bois, toute personne qui rend des services à une prostituée est passible de proxénétisme. », selon l'anthropologue Marie-Élisabeth Handman.
Cette loi mène aussi à des condamnations de compagnons de prostituées pour proxénétisme,,.

### En Europe

Prostitution légale et encadrée par des lois, maisons closes légales et encadrée par des lois.
Prostitution légale et encadrée par des lois, mais les maisons closes sont illégales.
Prostitution (échange d'argent pour des relations sexuelles) tolérée, mais pas réglementée, les activités organisées (maisons closes ou proxénétisme) sont illégales.
Prostitution illégale — les prostitués sont punis par la loi.
Les clients sont punis par la loi, mais pas les prostitués.
Non renseigné

À Amsterdam, la prostitution est légale et des établissements offrent aux clients les services de prostitués, visibles derrière des fenêtres. Dans le cas de personnes de moins de 18 ans se prostituant aux Pays-Bas, être le client ou le proxénète est illégal, mais être la personne se prostituant ne l'est pas, sauf si le client est une personne âgée de moins de 16 ans. Certaines municipalités des Pays-Bas[Lesquelles ?] aimeraient une politique de tolérance zéro contre les maisons closes, sur des bases morales, mais la loi ne le permet pas. Cependant, des réglementations, y compris des restrictions sur le nombre et la localisation, existent.
La prostitution n'est pas illégale en soi en Bulgarie, mais les activités associées (tel le proxénétisme) le sont.
La prostitution est légale au Danemark[réf. nécessaire], mais il est illégal de profiter de la prostitution [réf. nécessaire]. La prostitution n'est pas régulée comme aux Pays-Bas ; le gouvernement préfère[réf. nécessaire] essayer à travers des services sociaux de sortir les gens de la prostitution vers d'autres carrières [réf. nécessaire], et essaye de diminuer la quantité d'activité criminelle et autres effets négatifs gravitant autour de la prostitution.
En Suède, en Norvège, en France et en Islande les clients sont punis par la loi, mais pas les prostitués.
En Espagne, la publicité de services ou d'établissements dédiés à la prostitution, en horaire protégé, est interdite.

### En Afrique
L'Algérie, la République Démocratique du Congo, la Tunisie et le Maroc interdisent et criminalisent le proxénétisme.

### En Amérique
Au Canada, la prostitution n'est pas illégale, mais la sollicitation dans les lieux publics, les « maisons de débauche » et vivre des revenus de la prostitution sont illégaux. La cour supérieure de justice de l'Ontario a invalidé ces trois dispositions sur demande de plusieurs prostitués. Cette décision a été confirmée par la cour d’appel de l’Ontario le 26 mars 2012, voir la décision de la Cour suprême dans l'affaire Bedford qui déclare invalide les trois dispositions parce qu'elles portaient atteinte au droit de la sécurité de la personne garanti à l'article 7 de la Charte Canadienne.
Aux États-Unis, la prostitution est interdite dans la quasi-totalité du pays mais autorisée dans les maisons closes dans plusieurs comtés du Nevada.

### En Asie

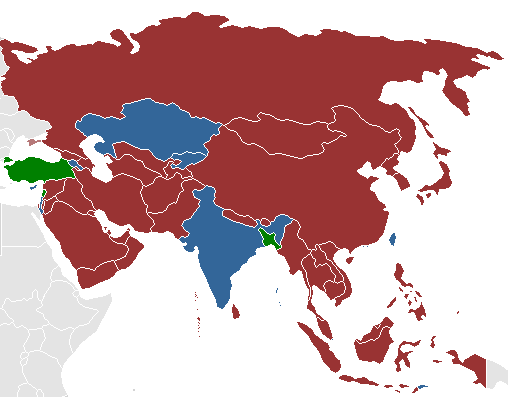
Prostitution légale et encadrée par des lois
Prostitution (échange d'argent pour des relations sexuelles) tolérée mais pas réglementée, mais les activités organisées (maisons closes ou proxénétisme) sont illégales
Prostitution illégale
Non renseigné

## Représentation, image
Les proxénètes (ou souteneurs), familièrement appelés « maquereaux » ou « mac » pour les hommes, maquerelles pour les femmes, déformation de l'ancien français marfaux, sont taxés de nombreux noms d'oiseaux dans le milieu.

### Littérature
- Un classique de la culture afro-américaine est l'autobiographie romancée d'Iceberg Slim, justement intitulée Pimp.
- Dans L'Étranger d’Albert Camus, le personnage de Raymond est un proxénète.
- Dans L'Attrape-cœurs de J.D. Salinger, le personnage Maurice est un proxénète.
- Dans Manon Lescaut de Antoine François Prévost, le personnage de Lescaut, le frère de Manon, est un proxénète.

### Films et séries
- Dans Taxi Driver, Harvey Keitel interprète « Sport » Matthew, un proxénète.
- Mon homme (1996), de Bertrand Blier, avec Gérard Lanvin.
- Dans la série américaine d'inspiration historique Deadwood (2004-2006), diffusée par HBO, Ian MacShane tient le rôle du tenancier et proxénète Al Swearengen (1845-1904).
- Terre promise, d'Amos Gitaï (2004).
- Le documentaire de la Canadienne Ric Esther Bienstock Esclaves sexuelles retrace le cheminement des victimes depuis le départ de leurs pays, tout en apposant un visage sur cette réalité et en exposant ses conséquences.
- La série télévisée belge Matrioshki : Le Trafic de la honte, de Guy Goossens et Marc Punt (2004).
- Sex Traffic, de David Yates (2004).
- Trafic humain (Human Trafficking, Canada, 2005), qui aborde le monde du proxénétisme et de la traite des blanches.
- Taken, film sur le trafic de femmes (2008).
- Hommes à louer, de Rodrigue Jean.
- Le Mac, film français de comédie, réalisé par Pascal Bourdiaux, sorti en 2010.
- Maison close, série française de Canal + Studio, en octobre 2010.
- Dans Game of Thrones, la prostitution est présente partout à Westeros, surtout dans la capitale Port-Réal. Petyr Baelish est un proxénète et conseiller du roi joué par Aiden Gillen très puissant, influent et riche.
- The Immigrant, film américain de James Gray, sorti en 2013. Le personnage de Bruno Weiss, interprété par Joaquin Phoenix, est un maquereau.
- The Deuce, série américaine de David Simon et George Pelecanos, sortie en 2017.
- Fugueuse, série québécoise, créée par Michelle Allen et diffusé en 2018 sur le réseau TVA. Reprise et diffusée en France par TF1 en septembre 2021, sous le même titre, Fugueuse.

Voir catégorie « Prostitution au cinéma »

### Langage courant
Un proxénète est souvent appelé « maquereau » en argot français ; même si l'étymologie de cet emploi du terme est discutée, on note qu'une erreur commune serait de penser que le proxénète tire le nom du poisson, alors qu'en fait il s'agirait de l'inverse. Le maquereau (poisson) emprunterait son nom au proxénète par métaphore, en référence au fait que le maquereau « [a] pour rôle de rapprocher les harengs mâles des harengs femelles, qu'il accompagne dans leurs migrations ».